# Estadio Soccer City
El Soccer City, llamado por motivos publicitarios FNB Stadium (por el patrocinio de First National Bank), es un estadio de fútbol ubicado en la ciudad de Johannesburgo, Sudáfrica, que fue sede de partidos de la Copa Mundial de Fútbol de 2010, entre los cuales estuvieron el partido inaugural y la final.
Fue construido en 1987, disponiendo de 78 000 espectadores. Fue parcialmente demolido para el mundial de 2010, y su capacidad ampliada a 94 700 espectadores sentados, lo que lo convirtió en el estadio más grande de África y el cuarto del mundo. La mayoría de los grandes acontecimientos futbolísticos de Sudáfrica se han desarrollado en el estadio, ya que se adapta mejor a estos eventos que el cercano Ellis Park, donde se disputó la final de la Copa Mundial de Rugby de 1995. Soweto y el Centro Nacional de Exposiciones en Nasrec están en sus proximidades.
Una vez remodelado, volvió a ser sede de partidos internacionales de la selección de fútbol de Sudáfrica, disputando el primero de ellos contra Colombia, el 27 de mayo de 2010.

## Eventos
En el Soccer City se jugó la final de la Copa Africana de Naciones 1996, en la que Sudáfrica quedó campeona.
También ha sido escenario del primer discurso multitudinario de Nelson Mandela, tras su liberación en 1990. En 1993 se celebraron en el estadio los funerales por Chris Hani, el líder del SACP.
La selección de rugby de Sudáfrica ha jugado tres partidos en el Soccer City: ante Nueva Zelanda en 2010 y 2012, y en 2013 ante Argentina, en todos los casos por el Rugby Championship. El enfrentamiento ante Nueva Zelanda de 2010 contó con 94.713 espectadores.
También se han realizado eventos musicales de U2, Coldplay, Kings of Leon, Eagles, Linkin Park, Lady Gaga, Red Hot Chili Peppers, Metallica, Bon Jovi, Justin Bieber, Bruce Springsteen, Foo Fighters y a finales de marzo del 2015 One Direction ofreció 2 fechas.
Michael Jackson History World Tour 1997.

## Copa del Mundo 2010
El Soccer City albergó el 11 de junio de 2010 el partido inaugural de la Copa Mundial de Fútbol, entre la selección del país anfitrión y la selección de México, y después cuatro de la primera ronda, uno de octavos de final, otro de cuartos de final y la final. 
El estadio fue sometido a una importante renovación para el torneo, con un nuevo diseño inspirado en la cerámica tradicional africana. El nivel superior fue extendido en todo el estadio para aumentar la capacidad a 94 700 espectadores, con 99 suites ejecutivas.
Esta remodelación incluyó la construcción de una cubierta elíptica, nuevas instalaciones de vestuarios y nueva iluminación. Las obras fueron adjudicadas al consorcio Grinaker-LTA, y comenzaron en febrero de 2007. En julio de 2009, el estadio estaba prácticamente completado, faltando solo por plantar el césped, culminando las obras en diciembre de 2009.

## Resultados en eventos de importancia

### Copa Africana de Naciones de 1996
| Fecha      | Team #1   | Resultado | Team #2 | Ronda              | Asistencia |
| ---------- | --------- | --------- | ------- | ------------------ | ---------- |
| 13-01-1996 | Sudáfrica | 3 - 0     | Camerún | Grupo A (Apertura) | 80 000     |
| 15-01-1996 | Egipto    | 2 - 1     | Angola  | Grupo A            | 6000       |
| 18-01-1996 | Camerún   | 2 - 1     | Egipto  | Grupo A            | 4000       |
| 20-01-1996 | Sudáfrica | 1 - 0     | Angola  | Grupo A            | 30 000     |
| 24-01-1996 | Sudáfrica | 0 - 1     | Egipto  | Grupo A            | 20 000     |
| 25-01-1996 | Zaire     | 2 - 0     | Liberia | Grupo C            | 3000       |
| 27-01-1996 | Sudáfrica | 2 - 1     | Argelia | Cuartos de final   | 80 000     |
| 31-01-1996 | Sudáfrica | 3 - 0     | Ghana   | Semifinal          | 80 000     |
| 03-02-1996 | Ghana     | 0 - 1     | Zambia  | Tercer lugar       | 80 000     |
| 03-02-1996 | Sudáfrica | 2 - 0     | Túnez   | Final              | 80 000     |

### Copa Mundial de Fútbol de 2010

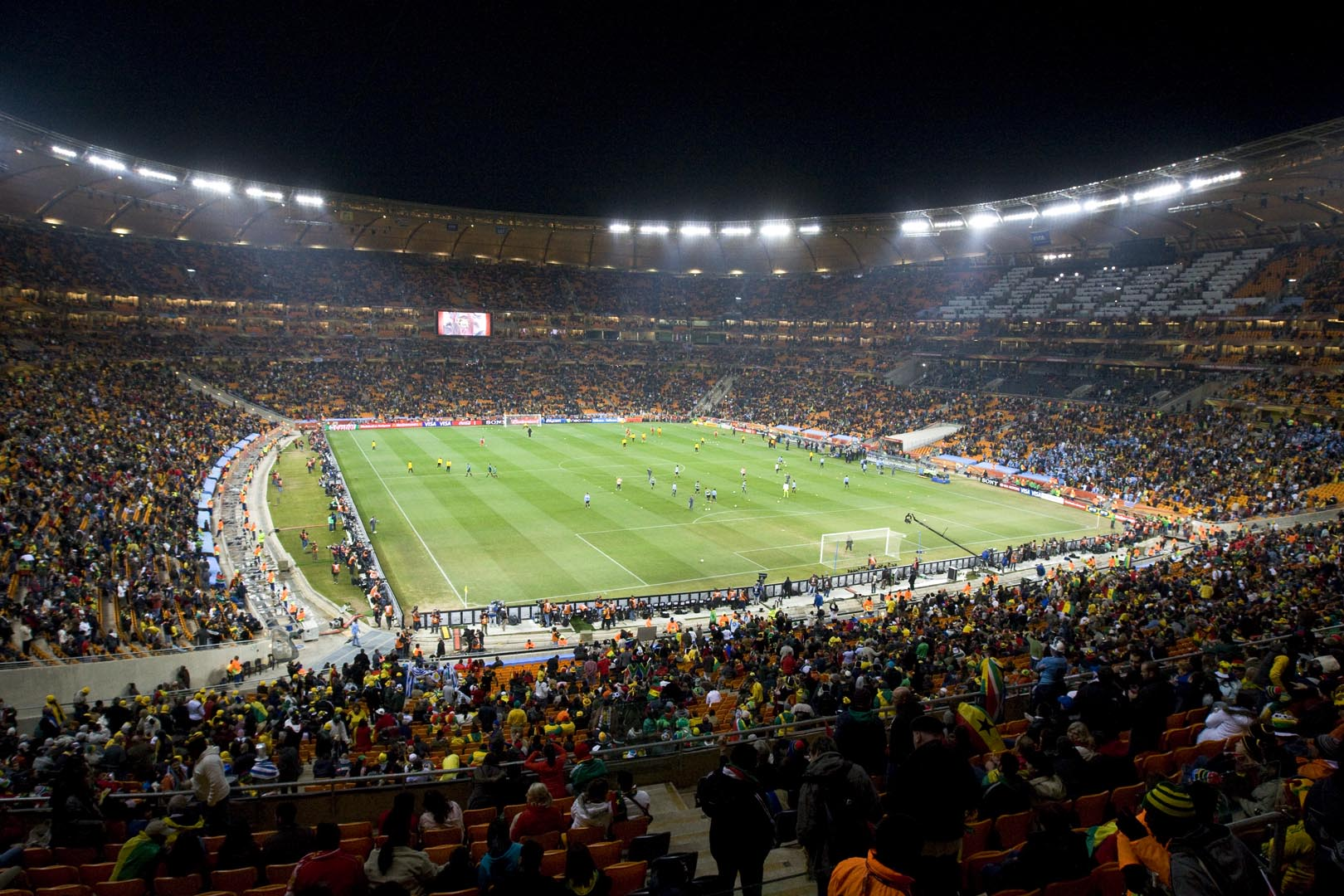
El estadio, durante el encuentro de la Copa del Mundo entre Uruguay y Ghana.

Soccer City albergó durante el campeonato 8 encuentros (incluyendo el partido inaugural y la final): 5 encuentros de la fase de grupos, 1 de octavos de final, 1 de cuartos y la gran final, que fueron los siguientes:
| Fecha       | Fase             | Equipo       |                             | Resultado |                            | Equipo          | Espectadores                                                           |
| ----------- | ---------------- | ------------ | --------------------------- | --------- | -------------------------- | --------------- | ---------------------------------------------------------------------- |
| 11 de junio | Grupo A          | Sudáfrica    | Bandera de Sudáfrica        | 1 - 1     | Bandera de México          | México          | 84 490 Reporte Archivado el 31 de mayo de 2018 en Wayback Machine.     |
| 14 de junio | Grupo E          | Países Bajos | Bandera de los Países Bajos | 2 - 0     | Bandera de Dinamarca       | Dinamarca       | 83 465 Reporte Archivado el 13 de junio de 2018 en Wayback Machine.    |
| 17 de junio | Grupo B          | Argentina    | Bandera de Argentina        | 4 - 1     | Bandera de Corea del Sur   | Corea del Sur   | 82 174 Reporte Archivado el 21 de junio de 2010 en Wayback Machine.    |
| 20 de junio | Grupo G          | Brasil       | Bandera de Brasil           | 3 - 1     | Bandera de Costa de Marfil | Costa de Marfil | 84 455 Reporte Archivado el 24 de junio de 2010 en Wayback Machine.    |
| 23 de junio | Grupo D          | Ghana        | Bandera de Ghana            | 0 - 1     | Bandera de Alemania        | Alemania        | 83 391 Reporte Archivado el 13 de junio de 2018 en Wayback Machine.    |
| 27 de junio | Octavos de final | Argentina    | Bandera de Argentina        | 3 - 1     | Bandera de México          | México          | 84 377 Reporte Archivado el 2 de febrero de 2018 en Wayback Machine.   |
| 2 de julio  | Cuartos de final | Uruguay      | Bandera de Uruguay          | 1 - 1     | Bandera de Ghana           | Ghana           | 84 017 Reporte Archivado el 13 de junio de 2018 en Wayback Machine.    |
| 11 de julio | Final            | Países Bajos | Bandera de los Países Bajos | 0 - 1     | Bandera de España          | España          | 84 490 Reporte Archivado el 4 de noviembre de 2015 en Wayback Machine. |

### Copa Africana de Naciones de 2013
Los encuentros de la Copa Africana de Naciones de 2013 disputados en el estadio fueron los siguientes:
| Fecha         | Fase         | Equipo    |                      | Resultado |                         | Equipo       | Espectadores |
| ------------- | ------------ | --------- | -------------------- | --------- | ----------------------- | ------------ | ------------ |
| 19 de enero   | Primera Fase | Sudáfrica | Bandera de Sudáfrica | 0 - 0     | Bandera de Cabo Verde   | Cabo Verde   | 84 490       |
| 19 de enero   | Primera Fase | Angola    | Bandera de Angola    | 0 - 0     | Bandera de Marruecos    | Marruecos    | 83 465       |
| 10 de febrero | Final        | Nigeria   | Bandera de Nigeria   | 1 - 0     | Bandera de Burkina Faso | Burkina Faso | 84 490       |